# 반찬

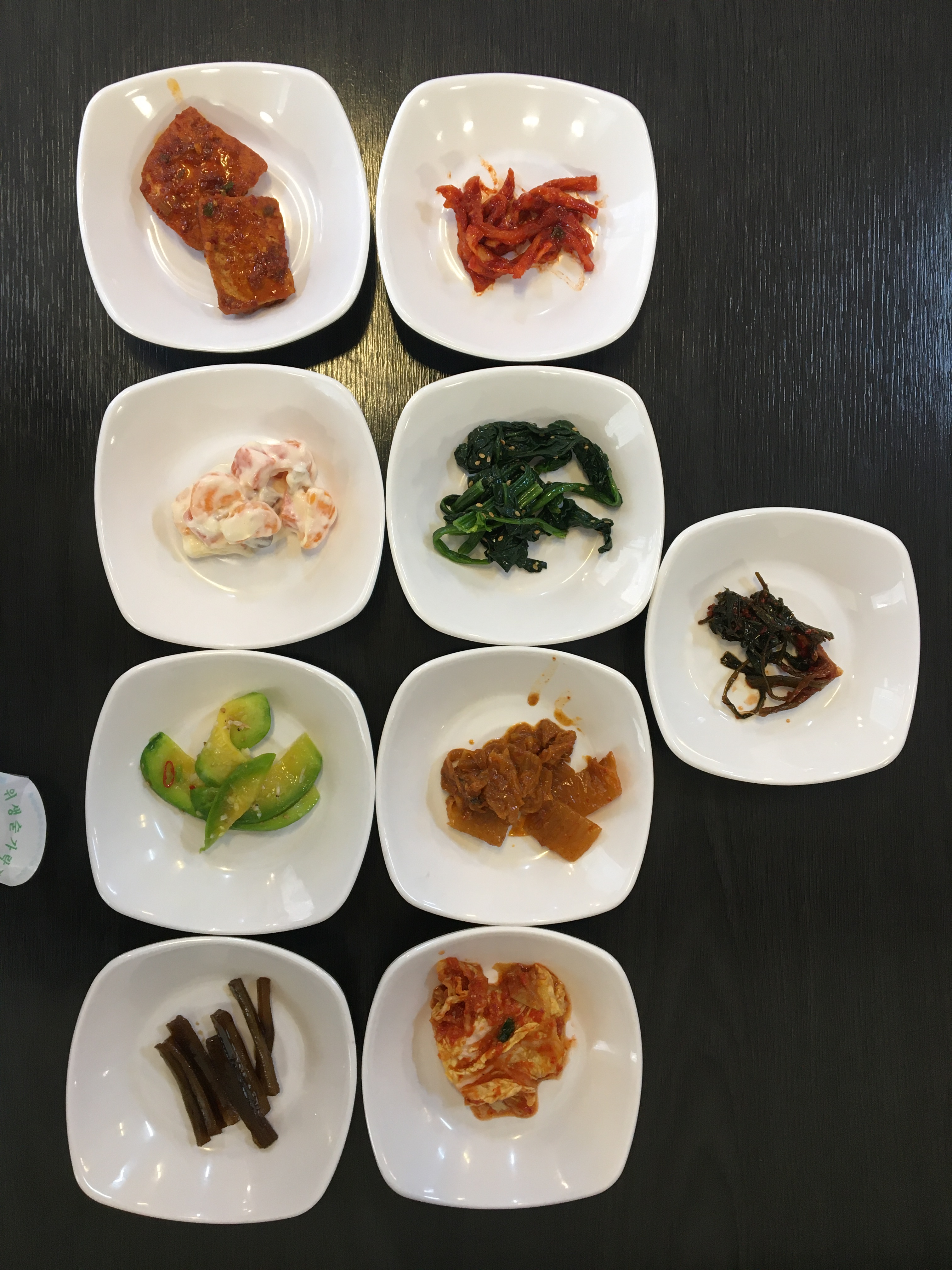
여러 가지 반찬

반찬(飯饌, 문화어: 식찬)은 한국 요리에서 밥과 함께 먹는 부식이다. 반찬은 주로 종지보다 조금 넓고 평평한 종발 정도 크기의 그릇이나 접시에 담아 낸다. 가장 대표적인 반찬으로는 김치가 있다.
밥과 국은 개인당 한 그릇씩 놓고 먹는 데 비하여, 반찬은 주로 식탁 중앙에 늘어놓고 다른 사람들과 함께 먹는다. 하지만 사람들이 위생에 대해 민감해지고 생활 양식이 변해감에 따라 따로 덜어 먹을 수 있도록 개인 접시를 사용하는 경우도 많이 늘었다.

## 분류
- 국과 탕은 가장 기본적인 반찬이다. 맑은 장국, 토장국, 곰국, 냉국 등이 있다. 한식의 모든 재료를 이용하여 만들 수 있다[2].
- 찌개는 건더기와 국물의 비율이 비슷한 반찬으로, 간은 국보다 조금 더 세다. 된장찌개, 고추장찌개, 맑은 찌개가 있다[2].
- 전골은 육류와 채소를 간하여 전골냄비에 올리고 즉석에서 볶고 끓이며 먹는 반찬이다[2].
- 찜은 육류, 어패류, 채소류를 국물과 함께 끓이거나 증기로 쪄서 익히는 반찬이다[2].
- 생채는 제철 채소류를 익히지 않고 장에 버무려 무쳐 먹는 반찬이다[2].
- 나물은 가장 대중적인 반찬으로 생채와 채소류를 익혀서 무치는 숙채의 통칭이다. 의미가 변화되어 숙채를 일컫는 말이 되었다. 모든 채소류를 이용하며 만들 수 있다[2].
- 조림은 육류, 어패류, 채소류를 간을 세게 하여 조리하는 반찬이다. 간장으로 조린 것과 고춧가루나 고추장을 넣어 조린 것이 있다[2]
- 전은 다양한 재료에 기름을 두르고 지진 반찬이다[2].
- 구이는 최초의 화식으로, 특별한 도구 없이 조리할 수 있다. 산적과 누름적이 있다[2].
- 회는 육류나 어패류를 익히거나 익히지 않고 소스에 찍어먹는 반찬이다. 채소류로도 숙회를 만들 수 있다[2].
- 편육은 쇠고기나 돼지고기를 덩어리째 삶아 눌러 얇게 썬 반찬이다[2].
- 튀각은 다시마 따위를 기름에 바싹 튀긴 반찬이고, 부각은 재료를 말리거나 찹쌀풀을 묻혀서 말렸다가 튀긴 반찬이다[2][3]
- 포는 육류나 어류를 간하여 얇게 떠서 말린 것이다[2][3].
- 장아찌는 채소류를 수확하여 장류에 담갔다가 먹는 반찬이다[2][4].
- 김치는 채소류를 절여서 발효시킨 반찬이다. 가장 기본이 되는 반찬이다[2]
- 젓갈은 어패류를 소금에 절여서 저장한 식품이다[2]

## 역사
반찬은 밥에 곁들여 먹는 음식이다. 따라서 반찬의 발달은 우선 곡물을 기르는 농업의 발달이 전제되어야 한다. 한반도는 신석기 시대부터 농업을 시작하여 삼국시대에 벼농사가 본격화되었다. 역사 시대 이전부터 소금을 이용한 염장법이 쓰였고 만주지역이 원산지이기도 한 콩을 이용한 된장, 간장과 같은 장류 역시 소금을 이용하여 만들었다. 중국의 역사서인 삼국지 위서 동이전에는 고구려인들이 장류를 잘 만들었다는 기록이 있고 신라 신문왕의 결혼 폐백 목록에도 장류와 젓갈이 등장한다. 어폐류를 이용한 젓갈은 밥을 지어 먹는 동아시아 문화권에서는 공통적으로 나타나는 음식이다.
한성백제 시기의 토기를 보면 크고 우묵한 그릇인 배, 작은 크기의 완, 평평한 형태의 접시 등으로 구분되며 후기로 갈수록 완과 접시가 발달하여 주식과 부식의 구분이 나타나고 있음을 알 수 있다. 특히 완의 등장과 발달은 반찬 문화와 깊은 관련이 있다.
고려시대에 이르면 주식으로서 밥과 부식으로서 반찬의 구분이 뚜렷해진다. 고려는 불교의 영향으로 채식이 주를 이루었으나 원나라의 영향을 받으며 고기 요리가 늘었다. 고려 시대의 대표적 반찬으로 김치를 들 수 있다. 당시의 김치는 지금과 달리 고추와 같은 것이 들어가지는 않았지만, 삼국시대부터 만들어져 오던 장아찌와 달리 나박김치나 동치미 같은 것을 발효를 통해 익혔다. 김치는 조선 후기에 들어 고추가 들어오면서 혁명적인 변화를 겪게 된다. 조선 시대에 들어 반찬은 보다 가지수를 늘리고 3첩반상이나 9첩반상과 같이 놓는 가짓수가 졍형화 되었다.
근대 이전 한국의 식사는 아침과 점심 두 번이 일반적이었으며 점심은 생략하거나 아주 간략히 먹었다. 점심을 챙겨 먹는 것은 직장 생활을 하게 된 현대 이후의 문화이다.

### 고려시대

#### 역사
우리나라의 식생활 발전 과정에서 고려시대는 밥과 반찬을 기본으로 하는 우리나라의 식단이 정착하는 중요한 시기였다. 농업 기술의 발달로 곡물의 생산량이 증가하고, 대외 관계 등의 영향으로 음식 종류와 조리법이 더욱 다양해질 정도로 음식 문화 구조가 확대·발전된 모습도 나타났다.
그렇다고 해도 당시로서는 쌀밥과 육식처럼 맛과 영양이 뛰어난 음식을 향유한 계층은 어디까지나 왕족을 비롯한 귀족층에 한정되어 있었다. 그러한 식생활이 일반 백성에게까지 미칠 정도로 저변이 확대되기에는 아직 미흡한 단계였다. 이처럼 고려시대에 고급 음식 문화를 향유하는 계층이 사회의 일부로 한정되어 있었던 것은, 고려 사회가 지닌 귀족적 성격과도 관련하여 그 원인을 이해해야 할 것이다.
고려시대는 삼국시대 후기 이래로 밥과 반찬을 중심으로 하는 우리나라의 식단이 정착된 시기여서 한층 주목된다. 삼국시대 후기에 이르면 무쇠솥이 보급되어 밥을 짓게 되었는데, 그중 밥은 물론 곡물로 만들었다. 그러한 곡물로는 쌀(米·稻)과 보리(麥類)·좁쌀(粟)·콩(豆)이 중요한 것이었고, 그 밖에 기장·피·수수·밀·옥수수·팥 등도 있었다.

#### 종류
향약구급방과 이규보의 『동국이상국집(東國李相國集)』에 따르면, 순무·오이·가지·동아·박·댓무·배추·아욱·부추·상추·마늘·파·생강·소산류·토란 등을 재배하였던 것을 알 수 있다. 이 밖에 죽순·고비·고사리·도라지 등 나물과 버섯 등을 반찬으로 이용하였고, 천초·귤피·석류 등을 향신료(香辛料)로 썼다. 이익(李瀷, 1681∼1763)은 『성호사설(星湖僿說)』에서 고려 사람들은 생채에 밥을 싸먹는다고 하였고, 『고려도경』에서는 사신이 머무는 객관(客館)에 매 식사 때 더덕(沙蔘)을 내놓았다고 기록하였다.
고기류는 상당히 귀한 식품이었는데, 돼지·닭·양 등의 고기를 주로 먹었고 소는 농사와 관련하여 중하게 여기는 가축이었다. 대신에 쉽사리 구할 수 있는 해산물을 많이 먹는 편이었으며, 과실 종류로는 배·복숭아·대추·밤·잣 등을 식용으로 썼다.

### 조선시대

#### 역사
조선왕조 궁중 음식은 고려왕조의 전통을 이어받아 조선 시대 궁궐에서 차리던 음식으로, 전통적인 한국 음식을 대표한다. 크게, 평소에 먹는 일상식과 왕족의 경사 때나 외국 사신을 맞이할 때에 먹는 연회식으로 나눌 수 있다. 일상식은 임금이 아침과 저녁에 먹는 진짓상인 수라상과 이른 아침의 초조반상, 점심의 낮것상 등 모두 네 차례 식사로 이루어진다.
궁중 음식은 요리하는 일을 전문으로 하는 사람이 개발해 전수해 온, 역사가 오랜 음식이다. 이렇게 개발한 음식은 잔치 때 반기라는 풍습으로 반가에 전해지고, 이는 다시 일반 백성들에게까지 전달되어 음식 문화에 많은 영향을 주었다. 궁중에서는 잔치를 하고 나서 높이 쌓았던 음식을 헐지 않고 외척이나 종친, 양반들의 집으로 보내 주었는데, 이 때 양반들의 집에서 궁중 음식을 맛보고 따라 하기도 했었다. 혼례나 회갑 때 음식을 높이 쌓는 굄 음식도 궁중 연회식의 상차림이 전해진 것이다.

#### 종류
신분의 차례에 따라 상을 나누는 것을 ‘반상’이라고 하는데, 궁중에서는 12첩 반상을 차렸다. 12첩 반상은 밥, 국, 찌개, 찜, 전골, 세 가지 김치, 장류 같은 기본찬 말고도 반찬이 12가지나 올라간다. 궁중에서는 12첩, 벼슬이 높은 사대부 집안에서는 9첩까지만, 그 아래 반가에서는 7첩까지만 차릴 수 있었다.

### 현대화
최근 생활문화 및 생산방식 변화로 인해 한국인의 식생활에서 반찬의 영향이 줄어들게 되었다. 특히 반찬을 직접 만들기보다 완제품을 구매하는 경우가 많아졌다. 최근에는 장아찌, 튀각, 포, 자반류 등의 마른 반찬 사용은 줄어들고 있는 반면 주로 고기반찬 사용이 늘어나 문제가 되고 있다.

## 상업화
한국과 일본에서는 반찬가게에서 반찬을 판매한다. 한국에서는 체인점이나 중소상인들이 반찬가게를 경영하며 온라인 쇼핑몰로 반찬 배달도 가능하다. 또한 일본에서는 오니기리, 샌드위치, 샐러드 등의 간식과 반찬을 기업에서 생산하여 판매하고 있다.

## 의의
반찬을 중심으로 한 한국의 식문화가 대한민국 국민의 공동체 의식을 대표한다는 지적도 있다.

## 갤러리

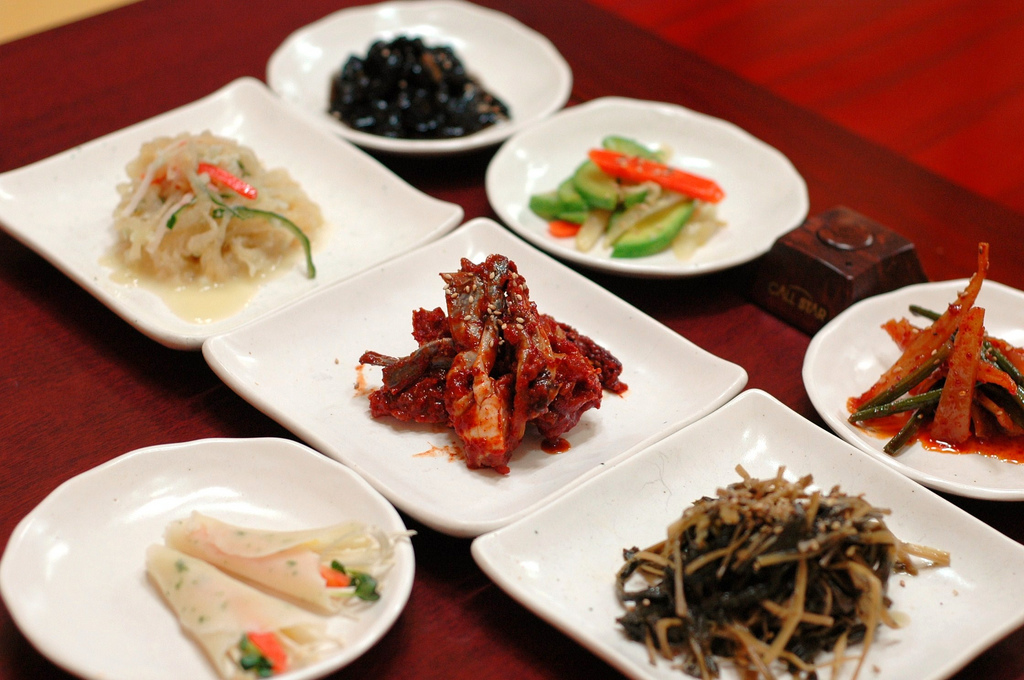
다양한 반찬
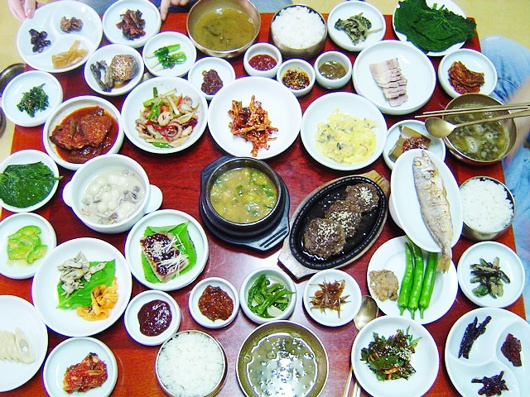
전라도 반찬
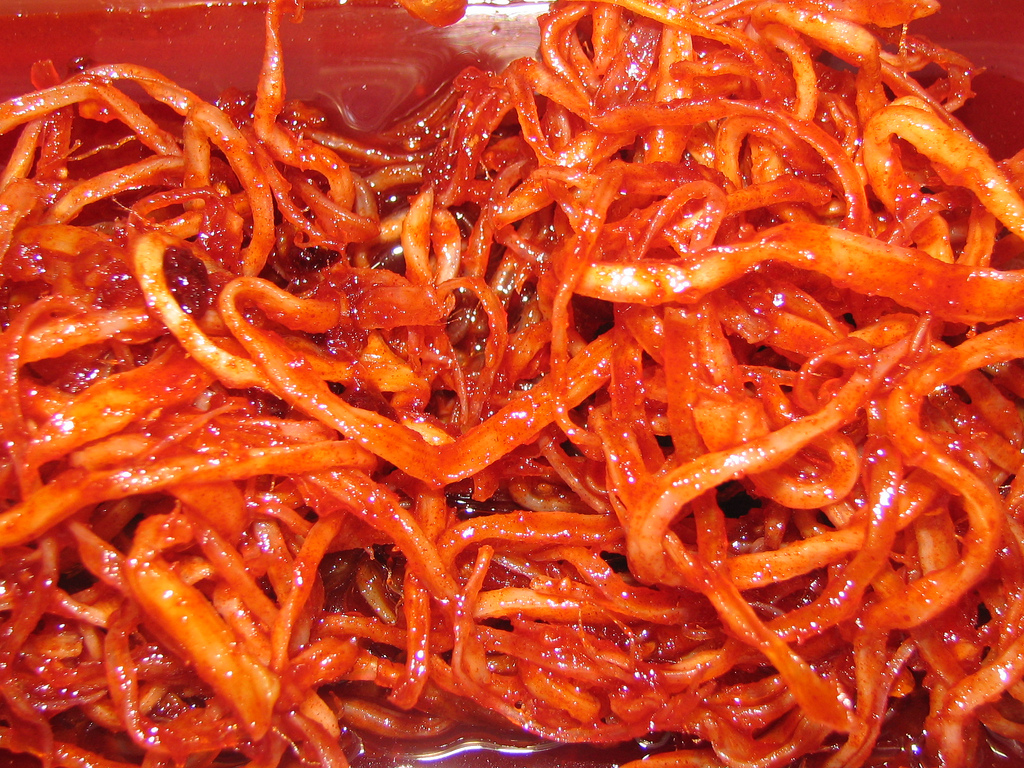
오징어채볶음
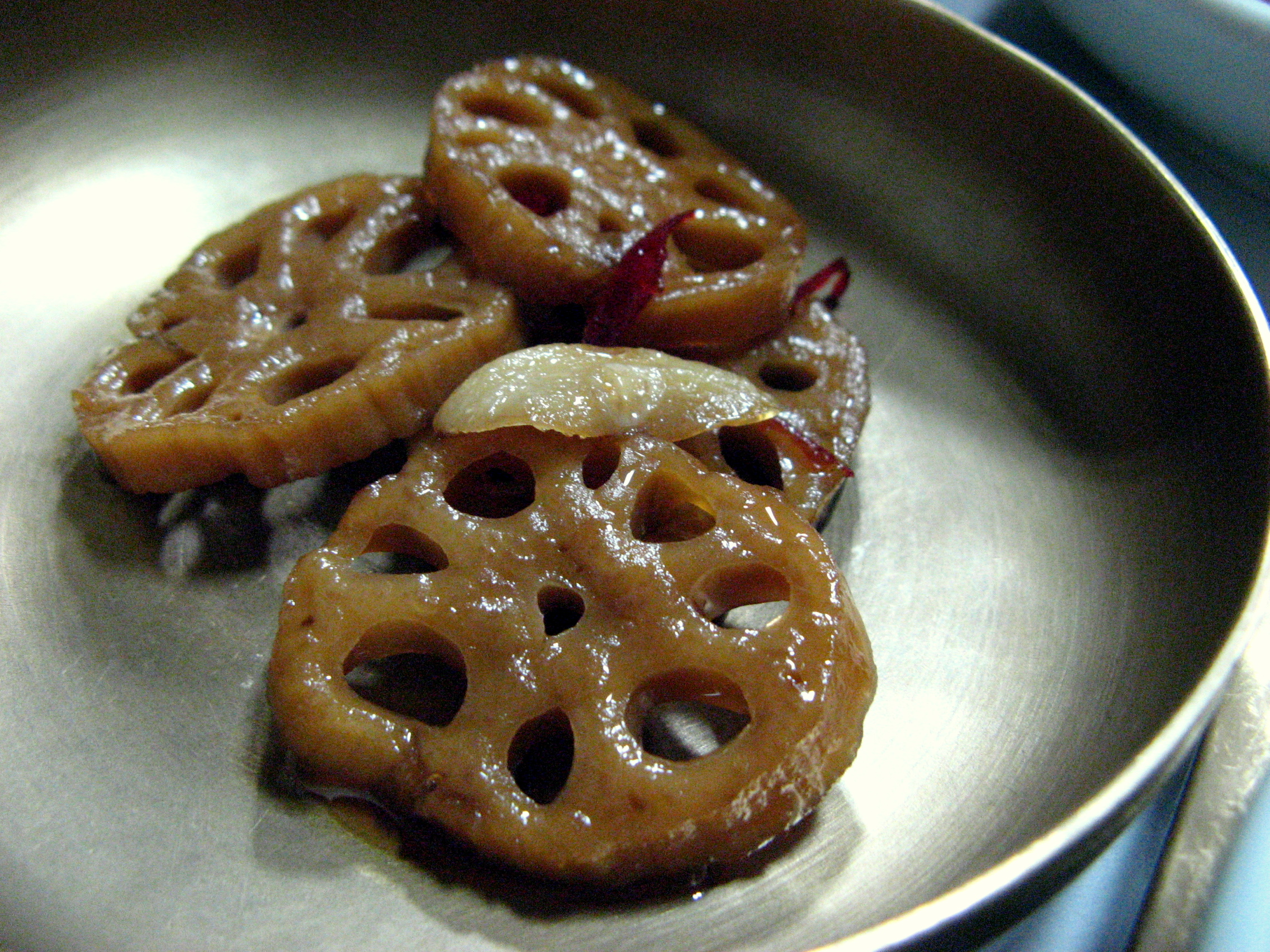
연근조림
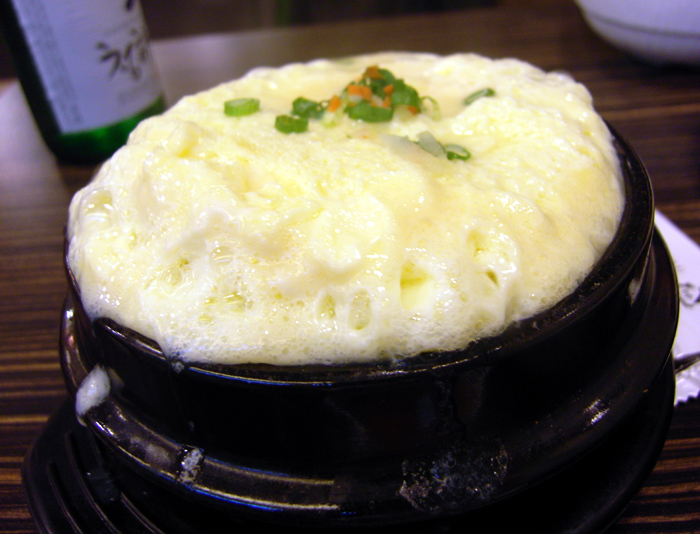
달걀찜
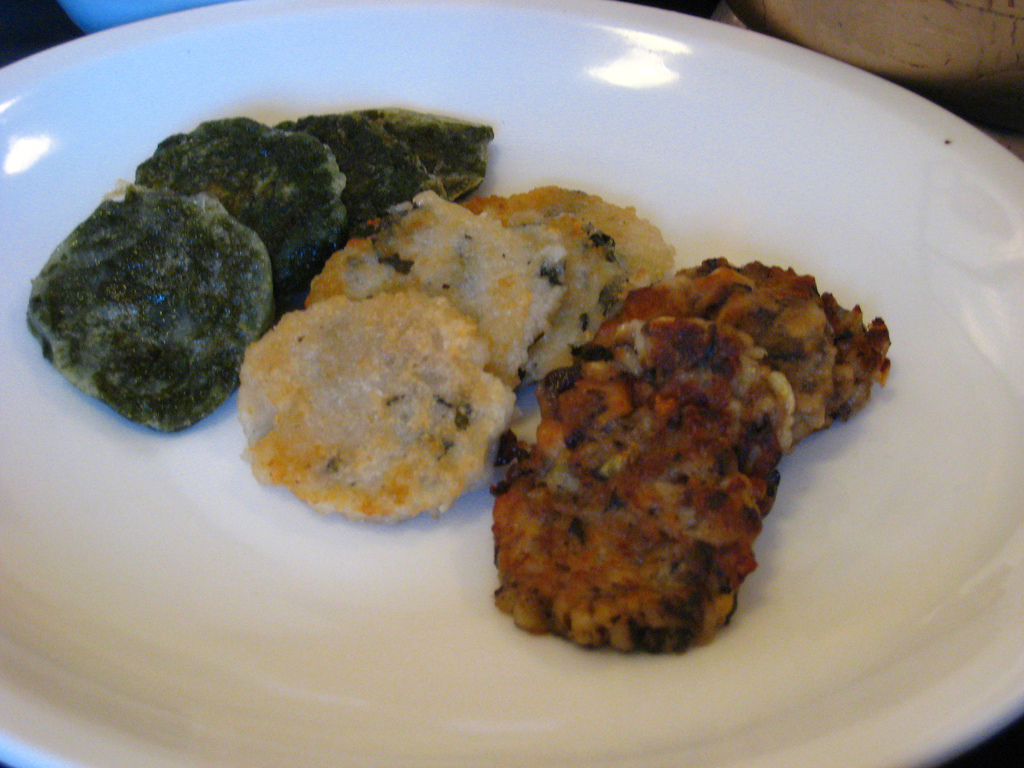
삼색전
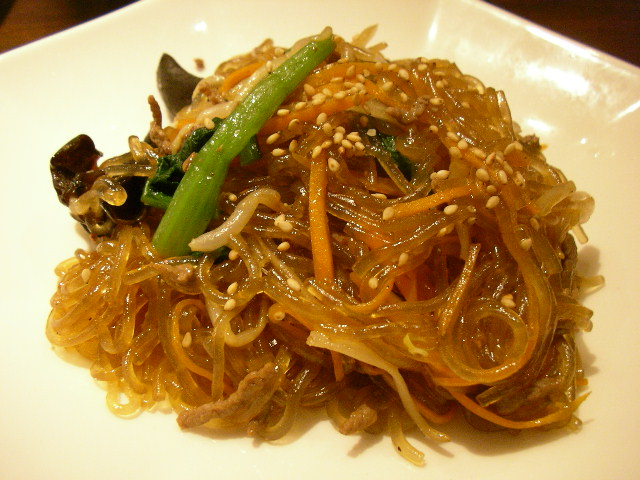
잡채

## 같이 보기
- 한정식

## 참고문헌
- 박선심; 박대섭 (2022년 4월 30일). “반찬전문점의 마케팅믹스(4P’s)가 구매의도에 미치는 영향”. 《외식경영연구》 25 (2): 33-59. doi:10.47584/jfm.2022.25.2.33.
- 윤계순. “전통 밑반찬의 인지도와 이용실태에 관한 조사연구 I - 장아찌류-”. 《한국식생활문화학회지》 19 (5): 457-463.
- 윤계순; 송요숙. “전통 밑반찬의 인지도와 이용실태에 관한 조사연구 (II) -마른반찬 및 자반류-”. 《한국식생활문화학회지》 11 (5): 593-600.
- 이주리 (2018). “만찬모방:「바베트의 만찬」과 「수미네 반찬」의 공동체 식사”. 《안과밖》 45: 173-201. doi:10.46645/inoutsesk.45.8.
- 한규상; 권수연 (2016). “충북지역 취약계층 아동을 위한 가정배달 반찬도시락의 섭취현황 및 만족도”. 《한국식품영양학회지》 29 (5): 716-723. doi:10.9799/ksfan.2016.29.5.716.